# Eupulmonata
Eupulmonata — таксономічна клада черевоногих молюсків, що дихають повітрям. Переважну більшість цієї групи становлять наземні равлики та слимаки, але деякі живуть у припливно-відпливній зоні або населяють прибережні солончаки та мангрові зарості.
Можливою синапоморфією групи є глобінейрони (малі клітини) у головному мозку.
Очі, розташовані на кінчиках щупалець, вважалися синапоморфією клади під назвою Geophila (Stylommatophora + Systellommatophora), але філогеномічне дослідження 1972 року виявило сильну підтримку клади, що об’єднує Ellobioidea (очі біля основи щупалець) і Systelommatopohra (очі на кінчиках щупалець). Отже, стеблинні очі, ймовірно, еволюціонували двічі незалежно.

## Таксономія
Таксономія:
- Ряд Ellobiida(інші мови)
  - Надродина Ellobioidea(інші мови) L. Pfeiffer, 1854
    - Ellobiidae(інші мови) L. Pfeiffer, 1854
    - Otinidae(інші мови) H. Adams & A. Adams, 1855
    - Trimusculidae(інші мови) J. Q. Burch, 1945
- Ряд Systellommatophora(інші мови)
  - Надродина Onchidioidea(інші мови) Rafinesque, 1815
    - Onchidiidae(інші мови) Rafinesque, 1815

  - Надродина Veronicelloidea(інші мови) Gray, 1840
    - Veronicellidae(інші мови) Gray, 1840
    - Rathouisiidae(інші мови) Heude, 1885
- Ряд Stylommatophora
  - (внутрішній поділ дивіться на сторінці Stylommatophora)